# Eva Hagenbäumer
Eva Hagenbäumer (* 5. Januar 1967 in Wiesbaden, nach Heirat Hansen) ist eine ehemalige deutsche Hockeyspielerin und Olympiateilnehmerin 1992 und 1996.
Eva Hagenbäumer spielte für den Rüsselsheimer RK, mit dem sie 1985 Deutsche Jugendmeisterin in der Halle wurde. 1990 gewann die Defensivspielerin in der Halle ihren ersten Deutschen Meistertitel in der Erwachsenenklasse, dem bis 1998 vier weitere Titel folgten. Im Feldhockey erkämpften die Rüsselsheimerinnen 1992, 1993, 1995 und 1997 den Titel.
Die gelernte Krankengymnastin debütierte 1989 in der deutschen Hockeynationalmannschaft. Bei ihrem ersten großen Turnier, der Champions Trophy 1989, belegte sie den dritten Platz. Anfang 1990 gewann sie mit der deutschen Mannschaft den Titel bei der Halleneuropameisterschaft. Bei der Weltmeisterschaft 1990 in Sydney belegte die deutsche Mannschaft den achten Platz. 1991 gewann die deutsche Mannschaft bei der Feldhockey-Europameisterschaft die Silbermedaille nach einer Finalniederlage gegen England. Im Jahr darauf waren die spanischen Gastgeberinnen die Siegerinnen bei den Olympischen Spielen in Barcelona, Eva Hagenbäumer spielte im Finale nicht mit, erhielt aber nach zwei Turniereinsätzen ebenfalls die Silbermedaille.
Außerdem erhielt sie am 23. Juni 1993 das Silberne Lorbeerblatt.
1993 gehörte Eva Hagenbäumer zum zweiten Mal der deutschen Siegermannschaft bei einer Halleneuropameisterschaft an, bei der Champions Trophy 1993 belegte sie mit dem deutschen Team den dritten Platz. Bei der Weltmeisterschaft 1994 in Dublin belegte die Mannschaft den vierten Platz. Nach einer Bronzemedaille bei der Feldhockey-Europameisterschaft 1995 erreichte das deutsche Team bei der Champions Trophy 1995 wie bei der Weltmeisterschaft im Vorjahr den vierten Platz. Nach dem sechsten Platz bei den Olympischen Spielen in Atlanta beendete Eva Hagenbäumer ihre internationale Karriere.
Insgesamt wirkte Eva Hagenbäumer von 1989 bis 1996 in 140 Länderspielen mit, davon 10 in der Halle.